# Оципель (Поморське воєводство)
Оципель (пол. Ocypel, нім. Occipel) — село в Польщі, у гміні Любіхово Староґардського повіту Поморського воєводства.
Населення — 600 осіб (2011).

## Демографія
Демографічна структура станом на 31 березня 2011 року:
|          | Загалом | Допрацездатний вік | Працездатний вік | Постпрацездатний вік |
| -------- | ------- | ------------------ | ---------------- | -------------------- |
| Чоловіки | 303     | 61                 | 214              | 28                   |
| Жінки    | 297     | 45                 | 188              | 64                   |
| Разом    | 600     | 106                | 402              | 92                   |